# Sikory (województwo podlaskie)
Sikory – wieś w Polsce położona w województwie podlaskim, w powiecie monieckim, w gminie Mońki.
W latach 1975–1998 miejscowość położona była w województwie białostockim.
Przez miejscowość przepływa rzeka Nereśl, dopływ Narwi.
W przeszłości znajdował się tu folwark, którego pozostałością jest zabytkowy dwór. We wsi znajduje się też drugi obiekt objęty opieką konserwatorską, młyn.
Wierni kościoła rzymskokatolickiego należą do parafii św. Anny w Kalinówce Kościelnej.